# Chaire de philosophie Bertrand Russell
La chaire de philosophie Bertrand Russell est la chaire principale d’enseignement de la philosophie de l'Université de Cambridge. Créée en 1896 elle prend le nom du philosophe Bertrand Russell en 2010, après un appel de fonds couronné de succès pour budgétiser le poste.
En octobre 2020, Alexander Bird prend à ce poste la succession de Huw Price.

## Titulaires
- Quartier James (1896–1925)
- GE Moore (1925-1939)
- Ludwig Wittgenstein (1939-1947)
- GH von Wright (1948–1951)
- Jean Sagesse (1952-1968)
- Elizabeth Anscombe (1970-1986)
- DH Mellor (1986–1999)
- Simon Blackburn (2001-2011)
- Huw Price (2011-2020)
- Alexandre Bird (2020-présent)